# Jeorjos Jeorjiu
Jeorjos Jeorjiu, gr. Γεώργιος Γεωργίου (ur. 15 kwietnia 1936 w Atenach) – grecki dyplomata i polityk, eurodeputowany w latach 2007–2009.

## Życiorys
Od 1971 pełnił szereg funkcji w greckiej dyplomacji. W 1973 został konsulem w Neapolu i doradcą politycznym w NATO. Pełnił funkcję chargé d'affaires w Arabii Saudyjskiej (z akredytacją na kraje sąsiednie), w Libii i Czadzie, a także konsula w Kairze. W 1983 uzyskał kolejną promocję w zakresie dyplomacji, był później konsulem generalnym w Johannesburgu (1987).
W latach 90. zdobył najwyższe kompetencje urzędnicze. W 1993 powołano go na przewodniczącego greckiego stowarzyszenia dyplomantów. Przez kilka lat pracował w strukturach krajowych Ministerstwa Spraw Zagranicznych, był też wykładowcą akademickim. W 1995 objął jako ambasador placówkę w Libanie, w 1999 w Argentynie (z akredytacją na Paragwaj i Boliwię).
W 2003 został wiceprzewodniczącym Ludowego Zgromadzenia Prawosławnego. W październiku 2007 zasiadł w Europarlamencie VI kadencji z ramienia Panhelleńskiego Ruchu Socjalistycznego (PASOK). Przystąpił do frakcji socjalistycznej, został członkiem Komisji Spraw Zagranicznych oraz Podkomisji Bezpieczeństwa i Obrony.
Z PE odszedł w lipcu 2009 (na kilkanaście dni przed końcem kadencji), obejmując mandat deputowanego do Parlamentu Hellenów. W latach 2011–2012 pełnił funkcję wiceministra obrony.